# Ivan Pereira
Ivan Pereira (ur. 1 czerwca 1964 w Vasai) – indyjski duchowny rzymskokatolicki, od 2015 biskup Dżammu-Śrinagar.

## Życiorys
Święcenia kapłańskie przyjął 15 maja 1993 i uzyskał inkardynację do diecezji Dżammu-Śrinagar. Po święceniach przez kilka lat pracował duszpastersko w kilku parafiach diecezji, a w latach 2000–2003 kierował niższym seminarium w Akalpur. W 2004 mianowany wikariuszem generalnym diecezji i sekretarzem biskupim, a pięć lat później objął probostwo w śrinagarskiej parafii Matki Bożej Fatimskiej. W 2012 zwolniony z tego urzędu i mianowany dyrektorem szkoły średniej w Śrinagarze.
3 grudnia 2014 papież Franciszek prekonizował go biskupem Dżammu-Śrinagar. Sakry biskupiej udzielił mu 21 lutego 2015 ówczesny nuncjusz apostolski w Indiach, abp Salvatore Pennacchio.